# Kozlivske, Ustînivka
Kozlivske (în ucraineană Козлівське) este un sat în comuna Oleksandrivka din raionul Ustînivka, regiunea Kirovohrad, Ucraina.

## Demografie
Componența lingvistică a localității Kozlivske
     Ucraineană (100%)
Conform recensământului din 2001, toată populația localității Kozlivske era vorbitoare de ucraineană (100%).